# 輝線星雲

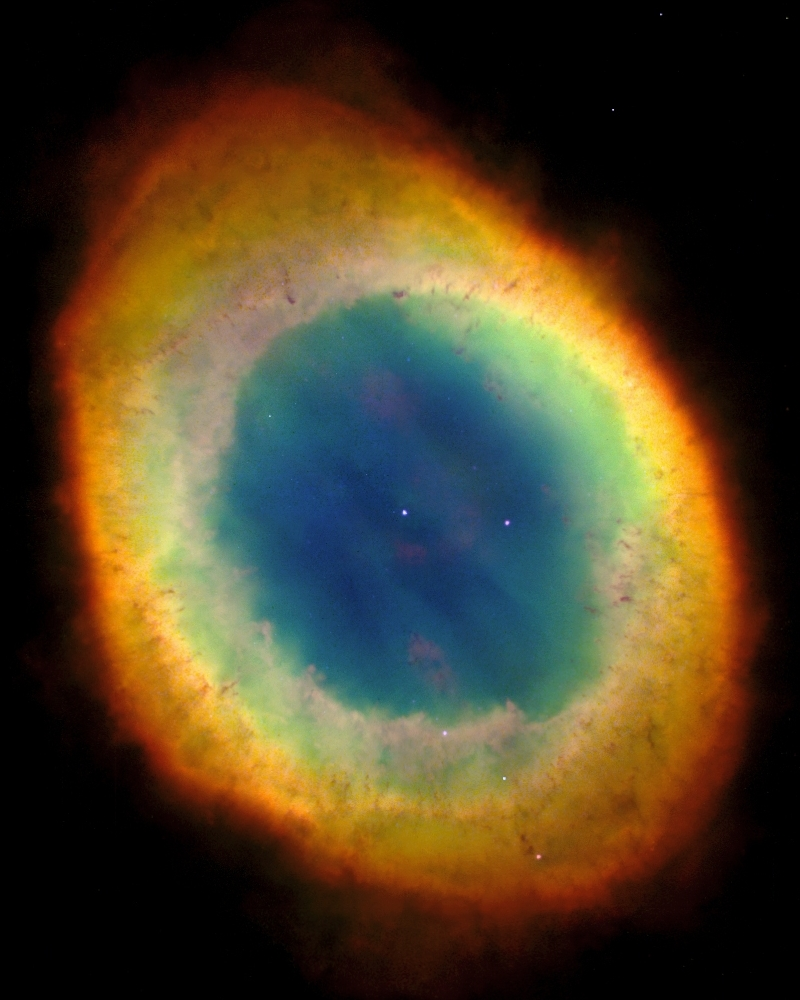
輝線星雲の一例、惑星状星雲（環状星雲）

輝線星雲（きせんせいうん、emission nebula）はさまざまな色の光を放出している電離ガスからなる天体である。ガスを電離するエネルギー源として最も典型的なものは星雲の近くにある高温の恒星から放出される高エネルギーの光子である。光源となる恒星がO型やB型のような若い大質量星の場合には星雲はHII領域と呼ばれ、古い白色矮星の場合には惑星状星雲と呼ばれるが、発光の機構はどちらもほぼ同じである。

## 概要
通常、若い星は多かれ少なかれ自らが誕生した分子雲の一部を電離するが、分子雲の大半の領域を電離するほどのエネルギーを放出できるのは大きな高温の星だけである。若い星団の場合には全体としてこのような大きなエネルギーを生み出すことができるため、若い散開星団の周囲には輝線星雲がしばしば見られる。
輝線星雲の色はその化学組成や電離の度合によって変わる。ほとんどの星間ガスには水素が含まれており、水素の電離に要するエネルギーは比較的小さいので、たいていの輝線星雲は赤く見える。この赤色は水素原子に紫外線が当たって電離し、電子が再結合した時に出てくる波長の一つHα線（波長656.28nm）に由来する。より大きなエネルギーが供給される環境にある場合には水素以外の元素も電離されるため、緑色や青色の輝線星雲にもなり得る。従って星雲のスペクトルを調べることによって研究者は星雲の化学組成を推定することができる。ほとんどの輝線星雲は90%が水素で、残りをヘリウムや酸素、窒素、その他の元素が占める。

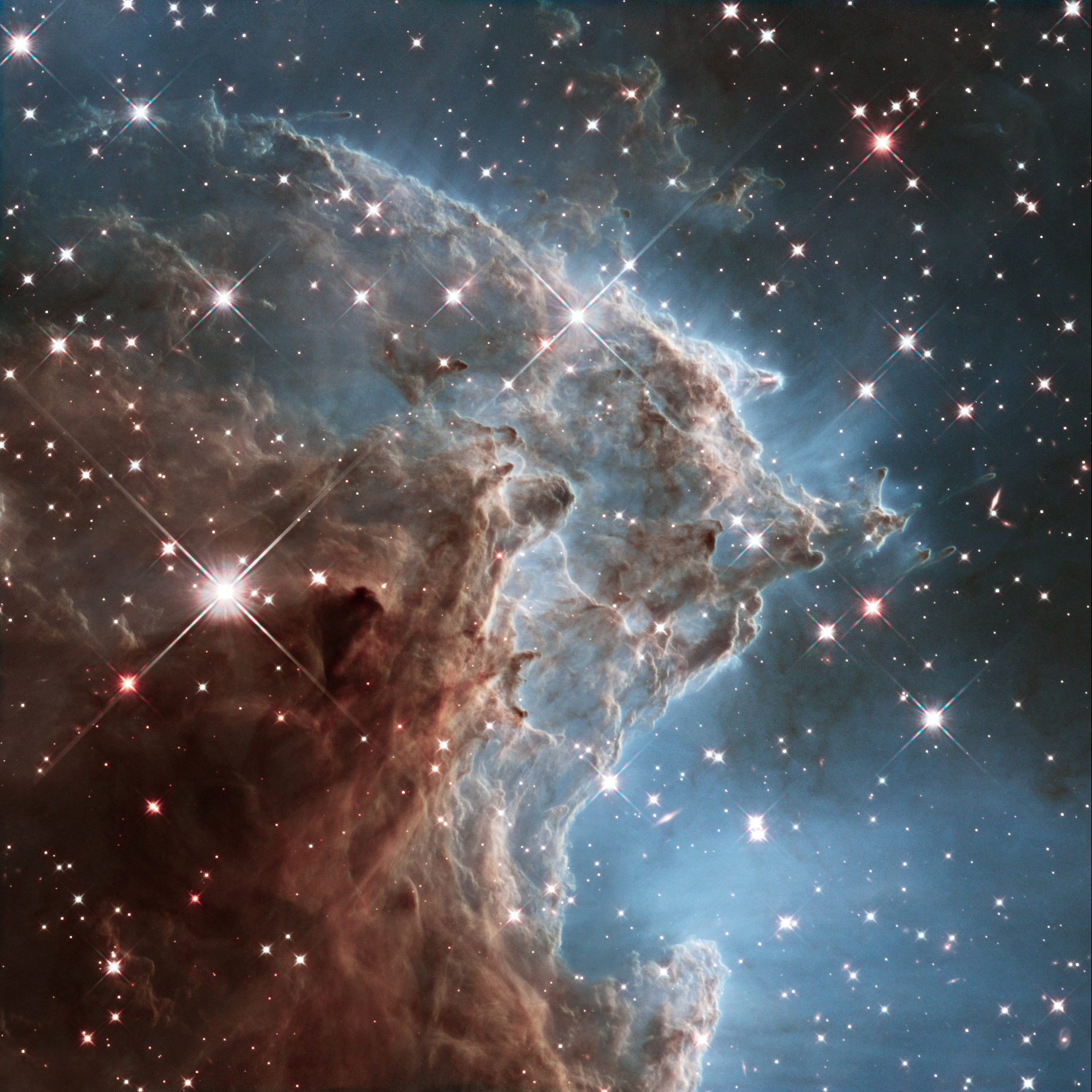
ハッブル宇宙望遠鏡が撮影した輝線星雲NGC 2174

北半球で見ることができる輝線星雲の中で最も美しいものとしては、いて座の干潟星雲 (M8) やオリオン大星雲 (M42) が挙げられる。
輝線星雲にはしばしば暗い染み状の領域がある。これは星間塵の雲が背後の光を遮っているものである。このような輝線星雲と暗黒星雲の組み合わせによって面白い姿を形作っている天体が多く存在する。これらはたいていその姿によって名前が付けられている。例としてはくちょう座の北アメリカ星雲 (NGC 7000) やいっかくじゅう座のコーン星雲 (NGC 2264) などがある。
星雲の中には反射星雲と輝線星雲の両方が含まれているものもある。このような例としてはいて座の三裂星雲 (M20) がある。